# 斯卡拉波迪利斯卡
斯卡拉波迪利斯卡（羅馬化：Skala-Podilska）是位於烏克蘭西部特諾皮爾州喬爾特基夫區斯卡拉波迪利斯卡市镇内的鎮及其行政中心。該鎮處於茲布魯奇河畔，始建於十四世紀，面積1.52平方公里，2024年人口3,660，人口密度每平方公里2,799.3人。